# カジム・バシリオウスカス
カジム・バシリオウスカス（Kazim Vasiliauskas、1990年8月2日 - ）はリトアニアの元レーシングドライバー。FIA フォーミュラ2選手権等において活躍した。

## 経歴
カイシェドリース出身のバシリオウスカスは、1999年から2007年にかけて、母国リトアニアを含むバルト三国のカート選手権において、活躍して複数のタイトルを獲得。
2008年以降はフォーミュラーカーレースにステップアップし、イタリア・フォーミュラ・ルノーなどに参戦した。2009年はFIA フォーミュラ2選手権にステップアップを果たし、国際レベルで争うリトアニア出身のドライバーの先駆者となった。フォーミュラ2参戦初年度であったが、イモラ・サーキットではポールポジションを獲得して優勝を果たし、2位1回、3位2回と堅実な結果を残してシリーズ7位で終えた。翌年も引き続き参戦するが、スポンサーの撤退等により参戦が危ぶまれる厳しいシーズンを送る。前年度よりもスコアを伸ばして、ポールポジションを2回獲得し、2位2回、3位3回、最終戦で再び優勝するなど気を吐いてランキング4位を獲得した。しかし、スポンサーが見つからず資金の確保ができなかった為、2011年度はF2から撤退し、以降はバルト三国で行われるスポーツカーレースに散発的に参戦する以外は目立ったモータースポーツ活動は行っていない。
バシリオウスカスは2012年2月にリトアニアのメディアに対し、さらなるレース活動のスポンサー資金を見つけるのが難しいことを理由に、今後は法律家の道に専念すると発表した。

## レース成績

### FIA フォーミュラ2選手権
| 年     | 1       | 2        | 3         | 4       | 5        | 6         | 7       | 8        | 9         | 10        | 11       | 12        | 13       | 14        | 15      | 16      | 17        | 18      | 順位 | ポイント |
| ------ | ------- | -------- | --------- | ------- | -------- | --------- | ------- | -------- | --------- | --------- | -------- | --------- | -------- | --------- | ------- | ------- | --------- | ------- | ---- | -------- |
| 2009年 | VAL 1 3 | VAL 2 20 | BRN 1 Ret | BRN 2 8 | SPA 1 10 | SPA 2 7   | BRH 1 5 | BRH 2 12 | DON 1 Ret | DON 2     | OSC 1 3  | OSC 2 7   | IMO 1    | IMO 2 Ret | CAT 1 8 | CAT 2 4 |           |         | 7位  | 45       |
| 2010年 | SIL 1 5 | SIL 2 7  | MAR 1 10  | MAR 2 4 | MNZ 1 3  | MNZ 2 Ret | ZOL 1 3 | ZOL 2 7  | ALG 1 4   | ALG 2 Ret | BRH 1 11 | BRH 2 Ret | BRN 1 11 | BRN 2 3   | OSC 1 2 | OSC 2   | VAL 1 Ret | VAL 2 1 | 4位  | 153      |

- 太字はポールポジション、斜字はファステストラップ。(key)